# Orque
Orcinus orca · Épaulard
Pour les articles homonymes, voir Orque (homonymie).
Espèce
Statut de conservation UICN

 DD  : Données insuffisantes
Statut CITES
L'orque, ou épaulard (Orcinus orca), est une espèce de mammifères marins du sous-ordre des Cétacés à dents (les Odontocètes), la plus grande de la famille des dauphins océaniques (les Delphinidés).
Des auteurs proposent de scinder l'espèce en plusieurs, dont, pour le Pacifique nord-est :
- Orcinus ater (orque résident) ;
- Orcinus rectipinnus (orque de Bigg).

Elle a une répartition cosmopolite ; elle vit dans les régions arctiques et antarctiques jusqu'aux mers tropicales. Son régime alimentaire est très diversifié, bien que les populations se spécialisent souvent dans des types particuliers de proies. Certaines se nourrissent de poissons, tandis que d'autres chassent les mammifères marins tels que les lions de mer, les phoques, les morses et même de grandes baleines (généralement des baleineaux). Les orques sont situées au sommet de la chaîne alimentaire des océans et sont les super prédateurs qui occupent la plus large aire de répartition sur Terre. Les anglophones les surnomment baleines tueuses (killer whales), bien que le genre Orcinus soit propre aux seules orques.
Les orques sont fortement sociables, elles vivent en groupe, certaines populations sont composées de plusieurs familles matrilinéaires qui sont parmi les plus stables de toutes les espèces animales. Les techniques de chasse sophistiquées et les comportements vocaux, qui sont souvent spécifiques à un groupe particulier et sont transmis à travers les générations, ont été décrits par les scientifiques comme des manifestations culturelles.
L'Union internationale pour la conservation de la nature évalue actuellement le statut de conservation de l'orque comme « données insuffisantes » en raison de la probabilité que les types d'orques soient des espèces distinctes. Certaines populations locales sont menacées ou en voie de disparition notamment à cause de la disparition de leur habitat, de la pollution, de la capture des mammifères marins et de la compétition alimentaire avec l'industrie de la pêche. C'est l'espèce marine qui présente en 2016 la plus forte concentration de PCB dans le sang, malgré leur interdiction depuis les années 1970 aux États-Unis, depuis 1980 dans l'Union européenne et depuis la Convention de Stockholm sur les polluants organiques persistants de 2004.
Les orques sauvages ne sont pas considérées comme une menace pour l'Homme ; certaines s'approchent même des embarcations dans le but d'établir un contact. Cependant, il y eut des cas de spécimens captifs tuant ou blessant leurs dresseurs dans des parcs à thème marin. Les orques sont très présentes dans les mythologies des peuples navigateurs, avec une réputation allant du protecteur d'âmes humaines à celle de tueur impitoyable.
Les orques, les plus grands delphinidés, animent les plus anciennes légendes, ce qui explique qu'elles sont mises en scène dans des films et la littérature. Elles sont à distinguer des fausses orques (Pseudorca crassidens) et des orques pygmées (Feresa attenuata).

## Description

### Mensurations
|                      | Mâle      | Femelle   |
| Longueur moyenne (m) | 6,70-8,50 | 5,50-7,30 |
| Longueur max (m)     | 9,80      | 8,40      |
| Poids moyen (tonnes) | 5-7       | 2,5-4     |
| Poids max (tonnes)   | 11        | 7,5       |

Comparaison avec l'homme.

Les mâles mesurent entre 6 et 9,50 m de long selon les écotypes (le spécimen le plus grand jamais vu mesurait 9,74 m) et pèsent entre 3,6 et 9 tonnes (le plus lourd spécimen pesait 11 tonnes) ; les femelles sont plus petites, mesurant entre 5,2 et 7,3 m pour une masse située entre 1,3 et 3,6 tonnes (le maximum connu pour une femelle est de 7,5 tonnes). À la naissance, le nouveau-né pèse environ de 150 à 220 kg et mesure entre 2 et 2,70 m de long. À la différence de la plupart des dauphins, la nageoire caudale d'une orque est large et arrondie (elle peut mesurer plus de 2,40 m d'envergure).
Pouvant mesurer de 1 à 2 mètres de haut, l'aileron dorsal du mâle est plus grand que celui de la femelle (environ 90 cm). Il a une forme de triangle isocèle allongé tandis que l'aileron dorsal de la femelle est plus court et est falciforme.

### Morphologie générale

Anatomie interne d'une orque.

Les orques ont une apparence caractéristique avec un dos noir, un ventre blanc et une tache blanche derrière et au-dessus de l'œil. Le corps est puissant et surmonté d'un grand aileron dorsal avec une tache gris foncé en forme de selle juste derrière.
Dans la nature, seuls 1 % des orques ont leur nageoire dorsale courbée contre 80 % en captivité ; une des explications avancées est le fait que les orques captives restent plus souvent à la surface de l'eau et la nageoire n'est plus « soutenue » par la forte densité de l'eau salée. Elle finit par s'affaisser sur le côté.
Les scientifiques identifient les individus grâce aux entailles, coups et éraflures sur leurs ailerons ainsi qu'à la forme de l'aileron.
L'orque mâle a une silhouette caractéristique qui ne peut être confondue avec celle d'une autre espèce d'animal marin. Dans les eaux tempérées, les femelles et les juvéniles, s'ils sont observés d'une certaine distance, peuvent être pris pour des représentants d'espèces comme la fausse orque ou le dauphin de Risso.

#### Différents types d'orque
On distingue plusieurs écotypes d'orques, qui peuvent être considérés comme des sous-espèces voire des espèces différentes. L'UICN a annoncé que la classification de l'orque allait probablement être divisée en plusieurs parties.[réf. nécessaire]
Actuellement, neuf écotypes d'orques sont décrits et bien documentés, correspondant à neuf populations distinctes, réparties dans trois océans.

##### Dans l'océan Pacifique nord
- Orques résidentes : elles sont subdivisées en orques résidentes du Sud, orques résidentes du Nord et orques résidentes d'Alaska. Elles vivent dans les eaux côtières du Nord-Est du Pacifique et mangent du poisson, parfois du calmar. Elles vivent en groupes bien structurés. On observe une différence de taille entre les orques résidentes du Sud et les orques résidentes du Nord. Chez les orques résidentes du Sud, les mâles mesurent au maximum 7,20 m de long et les femelles 6,40 m. Chez les orques résidentes du Nord, les mâles peuvent mesurer plus de 8 m et les femelles plus de 7 m de long. En septembre 2019, il reste trente-cinq individus[réf. nécessaire] menacés par le développement du trafic pétrolier.
- Orques nomades[10] : elles consomment presque exclusivement des mammifères marins. Elles se déplacent en petits groupes de deux à six individus. Elles sont observées au large de la Californie et de l'Alaska et sont parfois surnommées orques de Bigg, en l'honneur du cétologue canadien Michael Bigg. Ces orques sont plus grandes et plus trapues que les orques résidentes. Les orques mâles nomades atteignent plus de 8 m de long. Les orques nomades et sédentaires vivent dans les mêmes zones, mais s'évitent[11],[12],[13]. On pense que les différents types d'orques se sont séparés il y a deux millions d'années. Il n'y a pas eu de reproduction entre ces types depuis au moins dix mille ans d'après les analyses génétiques.
- Orques de haute mer : elles ont été découvertes en 1988 et se nourrissent principalement de requins, dont leur proie favorite est le requin dormeur du Pacifique. Elles vivent en groupes de vingt à soixante-quinze individus. Elles sont beaucoup plus petites que les orques résidentes et nomades. En effet, les mâles mesurent maximum 6,70 m de long. En raison de leur régime alimentaire, composé essentiellement de requins, ces orques ont fréquemment les dents toutes limées jusqu'à la base de la gencive, ce qui implique de graves problèmes dentaires. La cause est la peau du requin, qui est très abrasive.

En 2024, une étude préconise de distinguer deux espèces dans le Pacifique nord-est :
- Orcinus ater (orque résident) ;
- Orcinus rectipinnus (orque de Bigg).

##### Dans l'océan Atlantique nord
- Type 1 : rencontrées au large des côtes de la Norvège, de l'Écosse et de l'Islande, elles sont considérées comme résidentes et se nourrissent de maquereaux et de hareng. Les mâles ne dépassent pas 6,60 m de long. Ainsi, les orques de cette population font partie des plus « petites » orques.
- Type 2 : considérées comme nomades, elles se nourrissent exclusivement de mammifères marins et sont encore très peu étudiées. Elles sont beaucoup plus imposantes que les populations du type 1. En effet, les orques mâles du type 2 peuvent atteindre 8,50 m de long.

##### Dans l'océan Antarctique

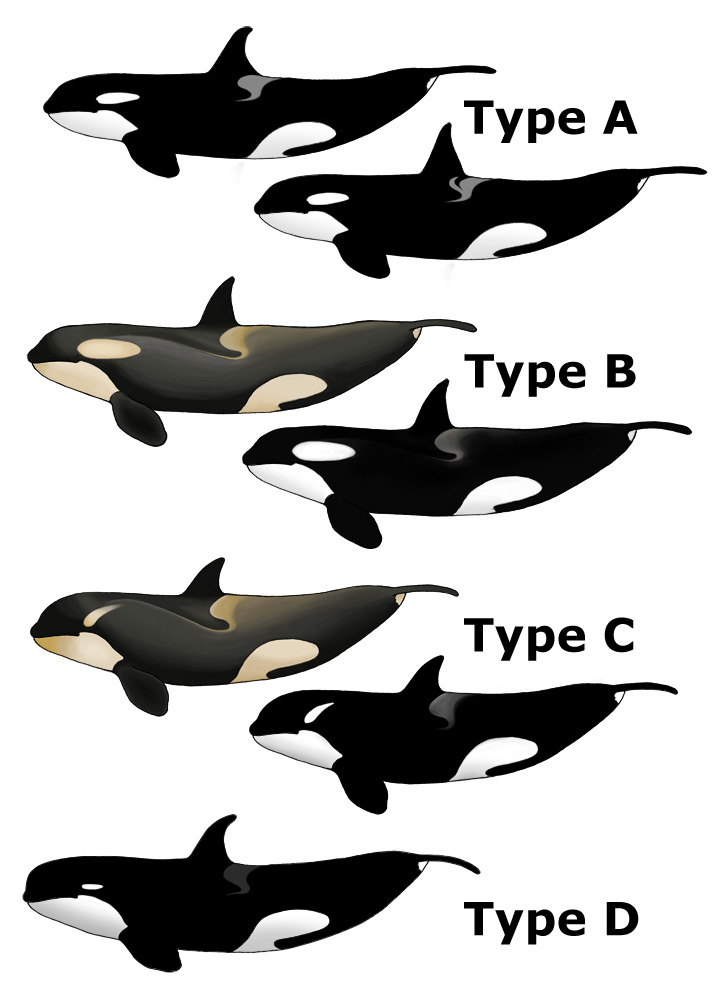
Les quatre variations répertoriées de l'hémisphère sud.

- Les quatre variations répertoriées de l'hémisphère sud.Type A : typiquement nomades, rencontrées autour de tout le continent antarctique, ce sont les orques les plus imposantes. Les mâles peuvent atteindre plus de 9,5 mètres de long, et plus de 9 tonnes. Elles vivent hors des zones de banquises et semblent manger principalement des baleines de Minke, mais aussi, récemment, des baleines bleues. Début avril 2019, un groupe de six orques a tué une baleine bleue de 18 m de long ; les six orques ont ensuite été rejointes par près de cinquante orques qui ont participé au festin[15].
- Type B : subdivisées en grand type et petit type. Celles du grand type sont aussi appelées « pack ice killer whales » en anglais, en référence à leur habitude de chasser le phoque près de morceaux de banquise dérivante. Les mâles mesurent jusqu'à 8,20 m de long. Celles du petit type sont aussi appelées orques de Gerlache, car elles sont abondantes dans le détroit de Gerlache, où elles chassent le manchot. Les mâles « Orques de Gerlache » mesurent jusqu'à 7,30 m de long.
- Type C : aussi appelées orques de la mer de Ross, ce sont les plus petites orques connues. On les surnomme « orques naines ». Les mâles mesurent au maximum 6 m de long, et les femelles 5,70 m de long.
- Type D : aussi connues sous le nom d'orques subantarctiques. On sait très peu de choses sur ces orques, hormis que leur morphologie diffère de celle des autres orques. Elles ont, en effet, un front très bombé, une tache oculaire extrêmement petite, et un aileron plus fin que les autres écotypes d'orques.

Bien que les documents mentionnent neuf écotypes d'orques, il faut savoir qu'il y en a, en fait, beaucoup plus : orques de Patagonie, orques de Méditerranée, orques d'Hawaï, orques au large du Chili, Mexique, orques des eaux japonaises, orques de Nouvelle-Zélande (qui se nourrissent principalement de raies), orques de Russie, orques au large des îles Canaries... Il reste beaucoup à écrire et à étudier sur les différents écotypes d'orques.

## Écologie et comportement

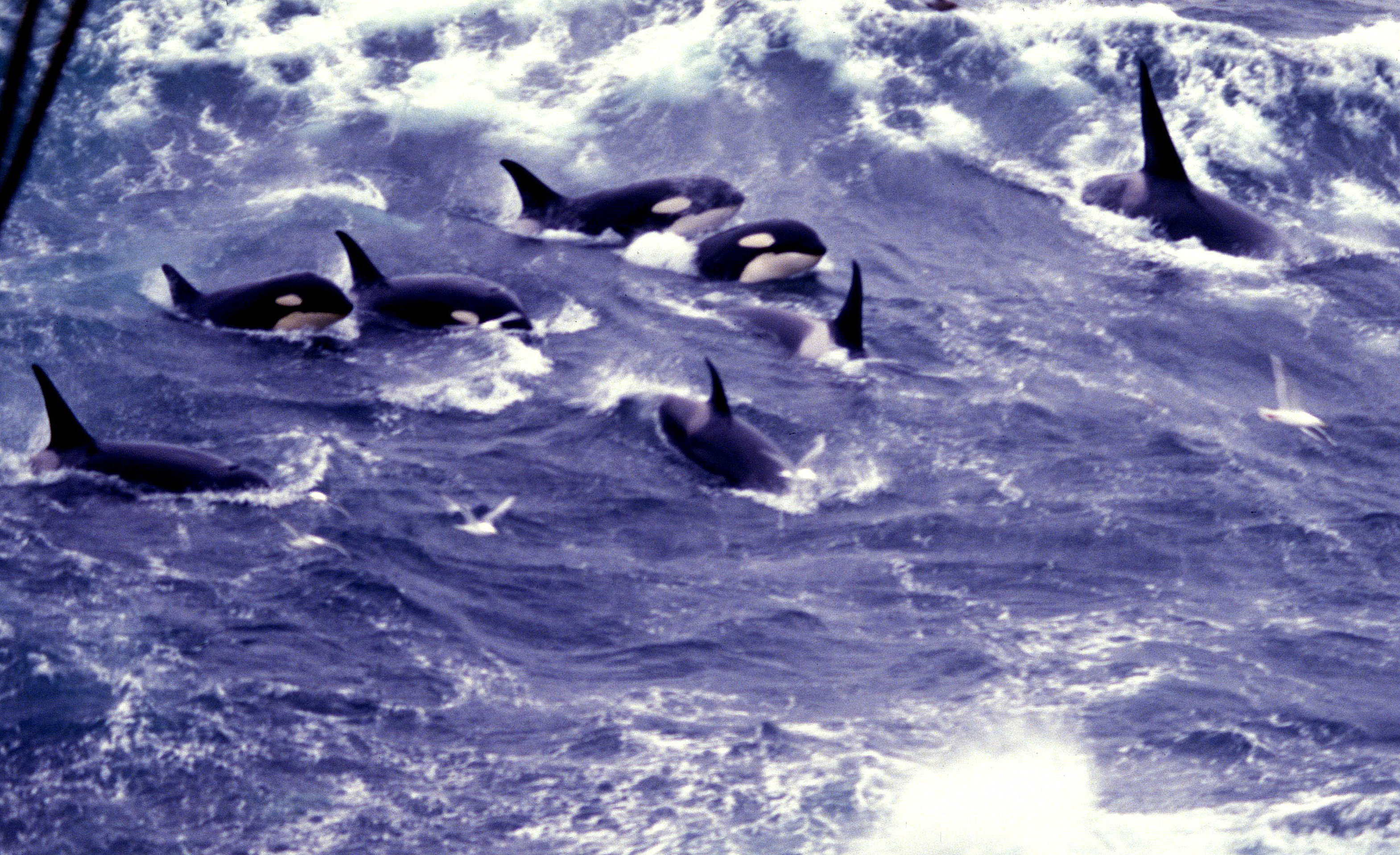
Un pod d'orques.

L'orque, à l'instar du grand cachalot, est un superprédateur. Au sommet de la chaîne alimentaire, elle ne connaît aucun ennemi naturel. Son alimentation est essentiellement constituée de 80 espèces de proies : poissons, manchots et mammifères marins (lions de mer, otaries, phoques, marsouins, petites ou jeunes baleines, lamantins, dauphins). Les proportions de ces proies dans le régime alimentaire ainsi que les techniques de chasse employées varient en fonction des populations. Les orques chassent les mammifères marins tels que les phoques et lions de mer en rôdant très près des plages, et en utilisant la technique d'échouage sur le rivage.
L'orque est l'une des rares espèces qui transmettent leur savoir aux générations suivantes. Des scientifiques ont observé des orques femelles enseigner l'échouage volontaire à des groupes de jeunes orques. Cet apprentissage peut durer vingt ans. Les orques de Norvège chassant le hareng utilisent la technique dite du «carrousel» : pour rassembler les harengs en une masse compacte près de la surface, ils nagent en contournant le banc de harengs, présentant leur abdomen blanc aux poissons, et tapent avec leur nageoire caudale sur cette masse pour les assommer.
Le besoin social des orques est un instinct dominant très fort. Les familles d'orques passent de longues heures à communiquer et à se caresser chacune. Ce contact influence l'état moral, la durée de vie et la santé des spécimens, et conditionnent leurs méthodes de chasse. Elles sont capables de confectionner des accessoires à partir d'algues brunes pour leur allotoilettage (ou massages réciproques),.
Ce sont les premiers animaux non humains dont il a été prouvé que l'évolution a été influencée par des comportements culturels. Certains gènes impliqués dans des fonctions spécifiques, comme l'alimentation, semblent ainsi avoir divergé entre différents groupes culturels d'orques.
On distingue trois types d'orques bien définis :
- les orques nomades sont constamment en déplacement et silencieuses. Elles sont parfois solitaires, ou en petits groupes de deux à sept individus. Leurs sons ne s'entendent que lors des repas. Ce sont ces orques qui s'attaquent aux mammifères marins de grande taille. Elles possèdent un aileron pointu et droit ;
- les orques résidentes reviennent à chaque période donnée dans la même zone, ce qui rend leur étude assez simple. Elles vivent en groupes de cinq à cinquante individus dirigés par la doyenne des femelles. Elles se nourrissent de saumons et autres poissons, mais elles ont aussi été observées chassant des mammifères marins. Les résidentes vocalisent sans cesse et chaque groupe peut être reconnu par son dialecte unique. Elles utilisent fréquemment l'écholocation qui consiste à émettre des petits sons semblables à des clics et ensuite écoutent leur écho ce qui leur permet de détecter les proies et de se repérer en eaux troubles ;
- les orques offshore sont majoritairement piscivores et vivent en troupe de trente à soixante individus. Elles n'ont été découvertes qu'en 1988 au large de la Colombie-Britannique. Le type offshore ressemble plus aux résidentes qu'aux nomades ; en effet, la taille des groupes semble assez similaire, leur nageoire dorsale et leur selle grise ont presque la même taille. Elles vocalisent constamment, comme les résidentes. Leur régime demeure cependant un mystère ; il semble qu'elles se nourrissent principalement de poisson.

### Cycle de vie

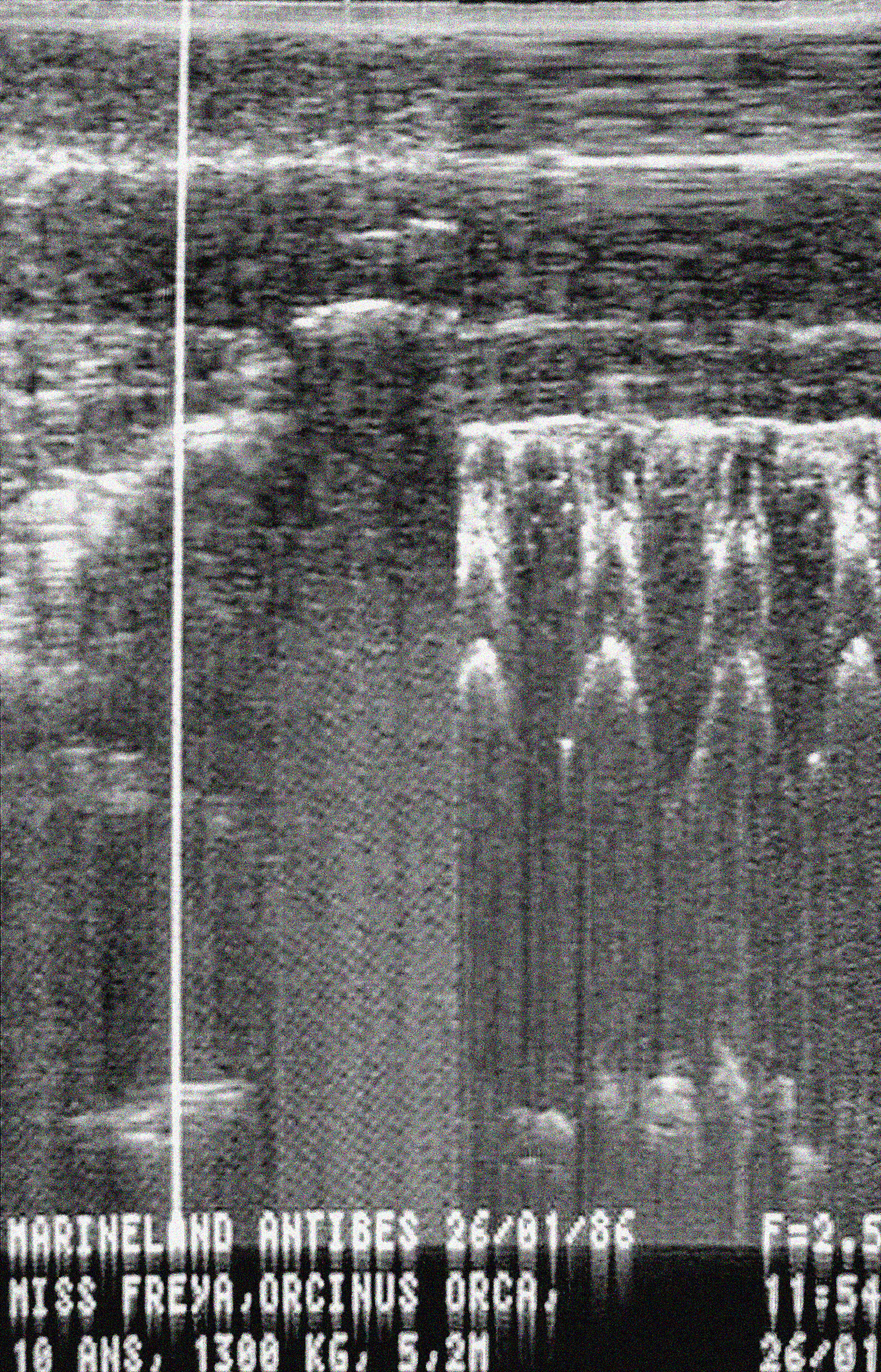
Échographie d'une orque.

La plupart des données sur le cycle de vie des orques proviennent de campagnes d'observation de longue durée portant sur des populations grégaires vivant le long des côtes de Colombie-Britannique et de l'État de Washington ainsi que d'études menées sur des orques en captivité. Compte tenu de la minutie des études menées et de la nature fortement structurée des groupes d'orques de ces populations, les données dont on dispose peuvent être considérées comme justes et détaillées ; toutefois, les groupes d'orques transhumants et ceux vivant dans d'autres océans peuvent avoir des caractéristiques légèrement différentes.

#### Reproduction
Les femelles deviennent adultes dans les environs de quinze ans. À partir de cet âge, elles ont des périodes de fertilité espacées de trois à seize mois. La durée de la période de gestation est variable, de quinze à dix-huit mois. Les mères donnent naissance à un seul nouveau-né, environ une fois tous les cinq ans. Ce bébé est appelé veau, comme c'est le cas pour d'autres mammifères. Dans les groupes d'orques grégaires étudiés, les naissances s'échelonnent tout au long de l'année, le pic de naissance se situant en hiver. La mortalité des nouveau-nés est très élevée ; d'après une étude, il semble que près de la moitié décèdent avant d'avoir atteint l'âge de six mois. Les nouveau-nés sont allaités durant deux ans, mais commencent à se nourrir eux-mêmes à compter de l'âge de douze mois.
Les femelles se reproduisent jusqu'à l'âge de quarante ans, elles élèvent en moyenne cinq nouveau-nés. Les mâles deviennent sexuellement actifs à l'âge de quinze ans.

### Durée de vie
La longévité moyenne, la longévité maximale et l'âge moyen varient en fonction de la population d'orques considérée. La majorité des études scientifiques traitant de ce sujet portent sur les orques résidentes du nord de l'océan Pacifique (divisées en orques résidentes du Sud et orques résidentes du Nord). Pour les autres populations d'orques, et notamment pour les orques nomades, les données sont faibles ou inexistantes.

#### Espérance de vie
L'espérance de vie des orques fait l'objet de polémiques entre les parcs exploitant ces animaux et certains biologistes marins, océanologues et autres membres de la communauté scientifique. L'étude financée par le parc SeaWorld affirmait que les orques captives ont une espérance de vie moyenne de 41,6 ans tous sexes confondus, contre 29 et 42,3 ans pour deux populations d'orques libres. Mais cette étude semble avoir été menée sans réelle objectivité : en effet, plusieurs autres études montrent que l'espérance de vie des orques sauvages est trois fois plus longue que celle des orques captives. Les orques en captivité, quel que soit leur sexe, vivent rarement plus de 30 ans. Selon les chiffres du Center for Whale Research, la durée de vie moyenne des orques captives (nées captives ou capturées en mer) n'est comprise qu'entre 7 et 9 ans.
Selon le documentaire Blackfish, les orques sauvages auraient une espérance de vie de 60 ans pour les mâles et même 90 ans pour les femelles. Ces chiffres sont appuyés par les résultats de l'océanologue français Christophe Guinet : « Ces animaux vivent normalement environ 40 ans pour les mâles et 60-80 ans pour les femelles ». Par ailleurs, l'espérance de vie varie d'une population à l'autre.
Chez les orques résidentes du Pacifique Nord, l'espérance de vie, ou longévité moyenne, est estimée à 50,2 ans pour les femelles et 29,2 ans pour les mâles, selon une étude menée en 1990 par les chercheurs de la Pacific Biological Station du ministère des Pêches et des Océans du Canada.
En 2005, les chercheurs de cette station publient une nouvelle étude affinant leurs précédents résultats :
| Population                        | Résidentes du Nord (côte Ouest de la Colombie britannique) | Résidentes du Nord (côte Ouest de la Colombie britannique) | Résidentes du Nord (côte Ouest de la Colombie britannique) | Résidentes du Nord (côte Ouest de la Colombie britannique) | Résidentes du Nord et du Sud (côte Ouest de la Colombie britannique et des États-Unis) | Résidentes du Nord et du Sud (côte Ouest de la Colombie britannique et des États-Unis) | Résidentes de la côte Sud de l'Alaska | Résidentes de la côte Sud de l'Alaska |
| Sexe                              | Femelles                                                   | Femelles                                                   | Mâles                                                      | Mâles                                                      | Femelles                                                                               | Mâles                                                                                  | Femelles                              | Mâles                                 |
| --------------------------------- | ---------------------------------------------------------- | ---------------------------------------------------------- | ---------------------------------------------------------- | ---------------------------------------------------------- | -------------------------------------------------------------------------------------- | -------------------------------------------------------------------------------------- | ------------------------------------- | ------------------------------------- |
| Période d'étude                   | 1973 - 1996                                                | 1996 - 2004                                                | 1973 - 1996                                                | 1996 - 2004                                                | 1973 - 1987                                                                            | 1973 - 1987                                                                            | 1984 - 2001                           | 1984 - 2001                           |
| Espérance de vie moyenne (années) | 46                                                         | 30                                                         | 31                                                         | 19                                                         | 50                                                                                     | 29                                                                                     | 39                                    | 31                                    |

Les chercheurs font remarquer que plusieurs facteurs peuvent affecter l'espérance de vie de ces individus, notamment la chasse fréquente qui avait cours avant le début de la période d'étude, et la contamination par des toxines persistantes comme les PCB.

#### Longévité maximale
La longévité maximale des orques résidentes du Pacifique Nord est en moyenne de 80 à 90 ans pour les femelles et de 50 à 60 ans pour les mâles, selon l'étude de 1990 des chercheurs de la Pacific Biological Station du ministère des Pêches et des Océans du Canada. Seule une faible proportion d'orques sauvages atteint ces âges.
En 2005, les chercheurs de cette station publient une nouvelle étude affinant leurs précédents résultats :
| Population         | Résidentes du Nord (côte Ouest de la Colombie britannique) | Résidentes du Nord (côte Ouest de la Colombie britannique) | Résidentes du Nord (côte Ouest de la Colombie britannique) | Résidentes du Nord et du Sud (côte Ouest de la Colombie britannique et des États-Unis) | Résidentes du Nord et du Sud (côte Ouest de la Colombie britannique et des États-Unis) | Résidentes de la côte Sud de l'Alaska | Résidentes de la côte Sud de l'Alaska |
| Sexe               | Femelles                                                   | Mâles                                                      | Mâles                                                      | Femelles                                                                               | Mâles                                                                                  | Femelles                              | Mâles                                 |
| ------------------ | ---------------------------------------------------------- | ---------------------------------------------------------- | ---------------------------------------------------------- | -------------------------------------------------------------------------------------- | -------------------------------------------------------------------------------------- | ------------------------------------- | ------------------------------------- |
| Période d'étude    | 1973 - 2004                                                | 1973 - 1996                                                | 1996 - 2004                                                | 1973 - 1987                                                                            | 1973 - 1987                                                                            | 1984 - 2001                           | 1984 - 2001                           |
| Longévité maximale | ~ 80 ans                                                   | ~ 60 à 70 ans                                              | ~ 40 à 50 ans                                              | ~ 80 à 90 ans                                                                          | ~ 50 à 60 ans                                                                          | ~ 60 à 70 ans                         | ~ 50 à 60 ans                         |

Quelques rares orques sauvages étudiées par les scientifiques atteignent des records de longévité. Granny J2, matriarche du groupe J des orques résidentes du Sud (au large de la Colombie-Britannique), est morte à l'âge estimé de 106 ans. Lummi, une matriarche du groupe K de cette population est morte en août 2008 à l'âge estimé de 98 ans,. Au sein du groupe L de cette même population, Ocean Sun L25, atteindrait les 97 ans.
En captivité, les orques les plus âgées actuellement en vie sont Corky II (en) du SeaWorld San Diego (née sauvage, environ 60 ans), Lolita du Miami Seaquarium (née sauvage, entre 58 et 61 ans) et Katina du SeaWorld Orlando (née sauvage, environ 50 ans).

#### Âge moyen
L'âge moyen d'une population est la moyenne des âges des individus, à un instant donné. C'est un indicateur de l'état de santé d'une population. Chez les orques[Lesquelles ?] il serait[Quand ?] de dix-sept ans pour les mâles et de trente ans pour les femelles[réf. nécessaire]. Cet âge moyen, relativement faible, signifie que la natalité est élevée, et que la mortalité des jeunes individus est faible.

#### Espérance de vie en captivité
Comme spécifié plus haut, l'espérance de vie en captivité des orques est drastiquement réduite. Les delphinariums comme SeaWorld ou Marineland n'en parlent naturellement que fort peu, mais la mortalité des orques y est très élevée. Le site Orca affirme que la majorité des orques captives meurent en fin d'adolescence ou au début de la vingtaine. Les chiffres du Center for Whale Research appuient cette déclaration, affirmant que sur plus de 150 orques captives décédées, les deux tiers n'avaient pas survécu plus de dix ans en captivité, et que moins de 30 d'entres elles avaient survécu plus de vingt ans. Leur durée de vie moyenne est comprise entre 7 et 9 ans.
En effet, les orques captives développent souvent des blessures, des maladies (pulmonaires, rénales, cutanées, digestives...) ou des infections (principalement la septicémie), dues au chlore hautement présent dans l'eau - qui leur irrite les yeux et brûle leur peau, la faisant peler - au manque d'exercice, aux rayons UV, aux piqûres de moustique, etc. Il en résulte une faiblesse physique, musculaire et immunitaire. On leur trouve également des dents très usées et abîmées à force de ronger les bords de leurs aquariums trop petits pour elles, (ce qui est source d'infections).

A cela s'ajoute une importante souffrance psychique (anxiété chronique, ennui, humeur dépressive, troubles du comportement, auto- ou hétéro-agressivité), en grande partie due à la solitude et au fait d'avoir été arrachées à leur famille. Les orques captives se mutilent parfois elles-mêmes, voire se tapent la tête contre les murs de leurs aquariums - comme ce fut le cas pour Kiska, qui vivait totalement seule et fut surnommée "l'orque la plus seule au monde",, ainsi que pour Wanda, la première orque capturée par Marineland en 1961, qui deux jours après sa capture se cogna contre les parois de son bassin jusqu'à se tuer.

### Alimentation et méthode de chasses

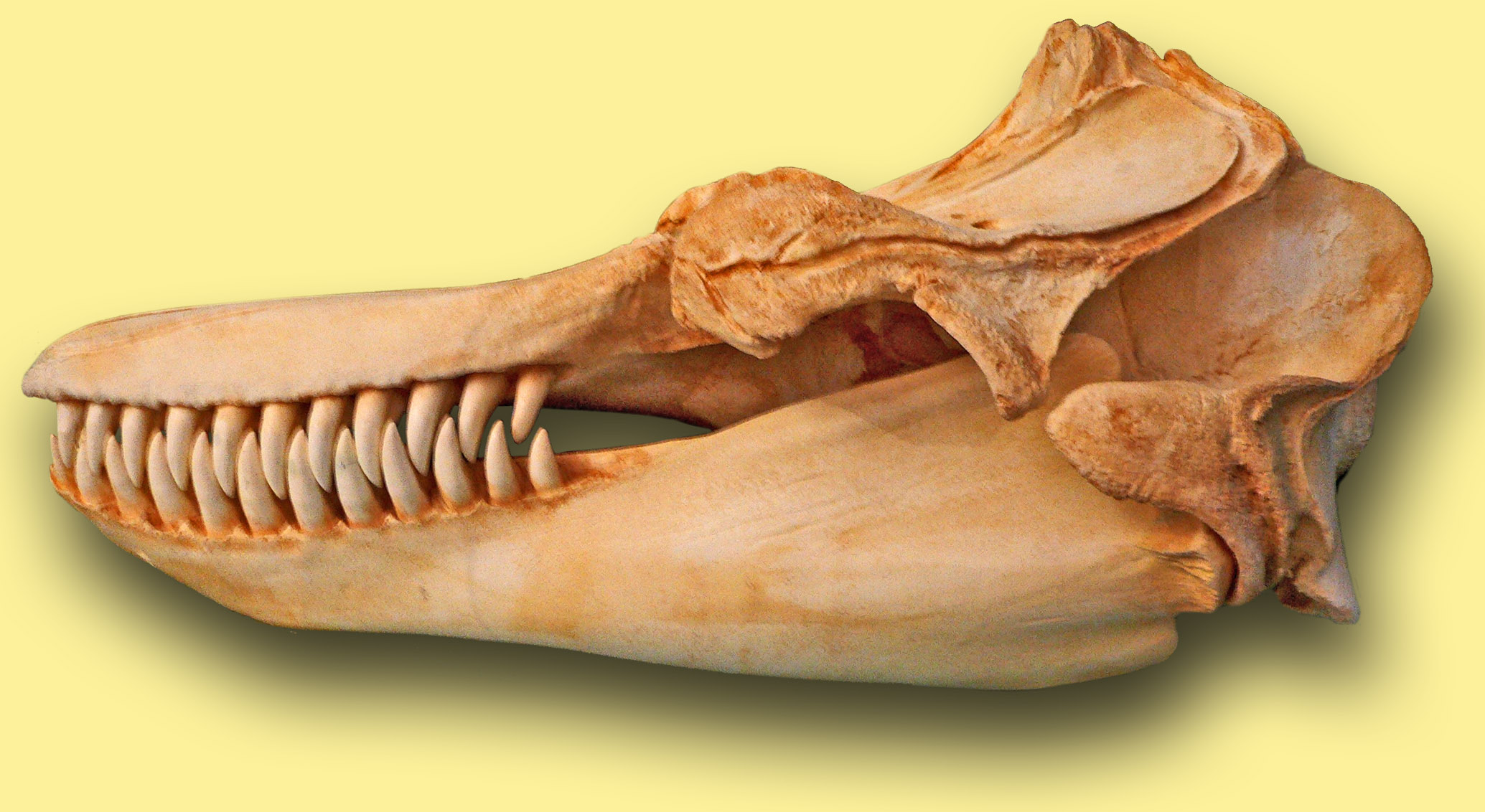
Crâne d'orque dont l'entièreté de la dentition s'apparente à des canines.

L'orque est un carnivore avec un régime alimentaire varié dépendant de son milieu de vie et de son type (A,B,C,D) et dont la dentition permet de broyer et déchiqueter des animaux de toute taille.
Selon les populations, l'orque se nourrit de poissons de toute taille allant du hareng aux requins, d'oiseaux de mer (manchots), et de mammifères marins (phoques, dauphins, lions de mer, marsouins et d'autres cétacés). La teneur exacte de leur alimentation est mal connue des scientifiques et dépendante de leur habitat,,.
Il s'agit de l'un des rares cétacés à s'attaquer à d'autres mammifères marins de grande taille comme des baleines (la pseudorque attaquerait elle aussi des petits mammifères marins).
Les orques vivent, se déplacent et chassent en groupe de trois à quarante individus dans la plupart des océans. L'éventail des techniques de chasse développées par l'orque est vaste et dépend à la fois de la proie et de l'environnement.
Ainsi, dans l'hémisphère sud, la chasse aux pinnipèdes se fait-elle parfois par échouage volontaire sur la plage. Les orques utilisent l'écholocation, un système de sonar naturel, sauf dans le cas de la traque des autres cétacés. Les chasses peuvent se dérouler en pleine mer ou près des côtes, auquel cas la proie est rabattue vers la terre jusqu'à ne plus pouvoir échapper à ses prédateurs.
En Norvège les orques utilisent une technique de chasse dite "du carrousel" pour se repaître de harengs. Les individus coopèrent pour se déplacer en communiquant pour prendre des décisions. Cette technique se déroule en deux phases : le rassemblement des poissons, puis l'alimentation.
En Arctique, les orques coopèrent, pour créer un courant marin induisant des vagues pour déloger les phoques réfugié sur un morceau de banquise dérivant.
Lorsqu'il s'agit d'un gros cétacé, tous les membres du groupe participent, les uns immobilisant l'animal par la queue pendant que les autres le frappent de tous côtés. Il leur arrive d'attaquer les petits des baleines grises, mais sans toujours le succès escompté face à la réaction combative de la femelle ; ou des grands cétacés adultes diminués, hors d'état de se défendre.
Contrairement à la légende[Laquelle ?], on ne connaît qu'un cas assuré de bandes d'orques faméliques qui dans l'hémisphère austral aient attaqué une famille de rorquals bleus (beaucoup plus imposants que la baleine grise) avec un relatif succès (la mère s'étant échouée sur les côtes de l'Argentine pour faire lâcher prise à un assaillant).

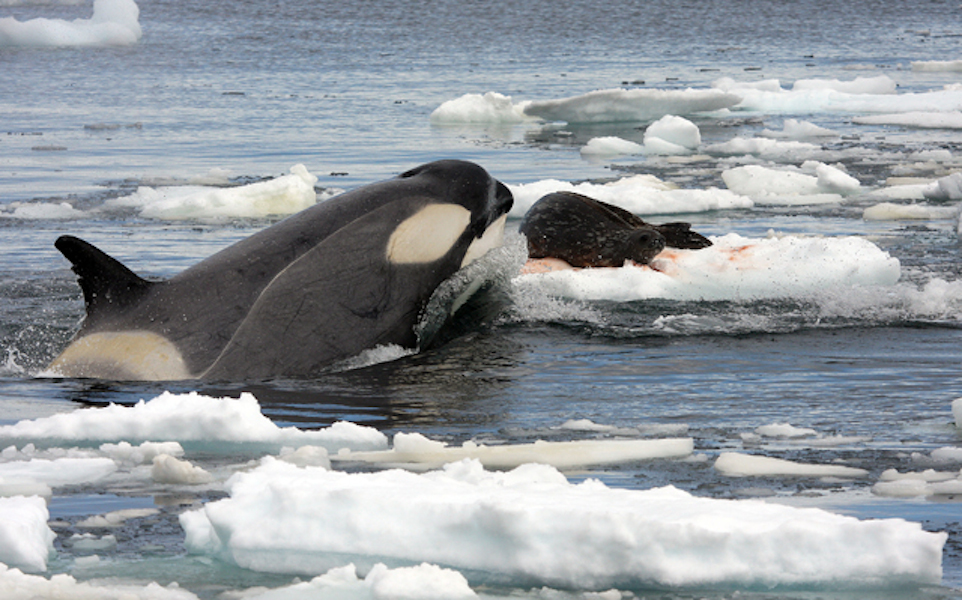
Une orque type B tente d'attraper un phoque de Weddell (Leptonychotes weddellii) sur la péninsule Antarctique.

Bien que le grand requin blanc et l'orque s'ignorent quand ils se croisent, il n'est pas rare que des orques s'attaquent à des requins blancs. Ainsi, dans la baie de Monterey, en Californie, une orque femelle d'environ six mètres et du nom de matricule "CA2" a été observée à plusieurs reprises attaquant des requins blancs. La première observation, datant d'octobre 1997, eut lieu quand CA2 a attaqué et tué un requin blanc de 3,50 mètres. CA2 avait attrapé le requin dans sa gueule et l'a retourné pour l'immobiliser (les requins deviennent inconscients lorsqu'ils sont mis sur le dos) et l'asphyxier, le requin immobilisé ne pouvant plus se déplacer pour récolter l'oxygène. Malgré son cuir extrêmement solide, le requin avait été mis en pièces par l'orque. La deuxième observation eut lieu quand CA2 attaqua un requin blanc plus gros (estimé à près de 4,50 mètres).
Plus récemment en Afrique du Sud, deux orques surnommées Port et Starboard (« Bâbord et Tribord ») présentant des caractéristiques d'orques pélagiques sont soupçonnées d'avoir fait au moins cinq victimes parmi les requins blancs des eaux de False Bay, à proximité de Gansbaai. Les scientifiques ignorent pourquoi ces orques ont particulièrement visé les populations de requins blancs pendant une courte période, début 2017. Il est seulement établi que les orques se nourrissent du foie des requins qui est un organe très riche en nutriments. En mai 2022 la chasse de requins blancs est filmée pour la première fois dans Mossel Bay par un drone et un hélicoptère. On y observe l'une des deux orques mentionnées et 5 autres individus s'en prendre à un requin blanc pour en dévorer le foie. Cette pratique relativement récente de chasse aux requins par les orques s'apprête à bouleverser l'écosystème marin avoisinant le Cap et menacer la survie d'espèces comme le manchot du Cap. Les orques de cette région s'en prennent également au requin plat nez et à leurs foies. Les causes de ce changement de niche écologique des orques restent inconnues.
Les orques utilisent leur vitesse et leur système d'écholocation dans la chasse. Il n'est pas rare que, tout comme les dauphins, elles fassent éclater par des chocs certains organes de leur proie ou adversaire — comme le foie, particulièrement visé.
On retrouve un comportement de chasse particulier de l'orque sur les côtes Amérique du Sud. L'orque y longe les berges à la recherche de groupes d'otaries se trouvant sur la plage. Lorsqu'un groupe est trouvé, l'orque s'en approche furtivement en se déplaçant parallèlement à la berge tout en cachant son aileron dorsal puis se propulse en dehors de l'eau pour capturer une proie. Totalement émergée, elle peut ensuite retourner à l'eau en se balançant et se tortillant.

## Taxonomie et évolution

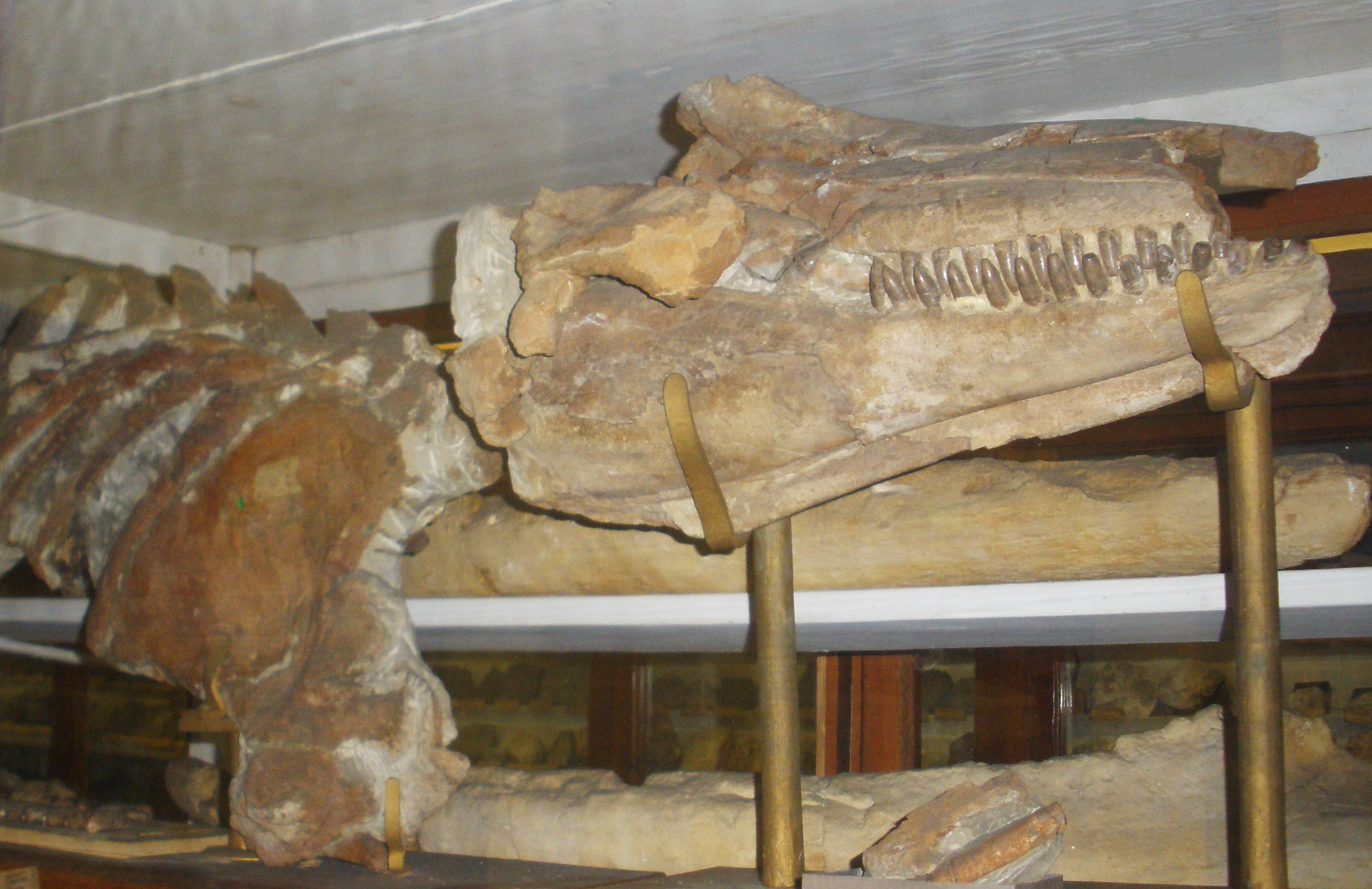
Orcinus citoniensis, fossile d'une espèce d'Orcinus éteinte, musée Capellini de Bologne.

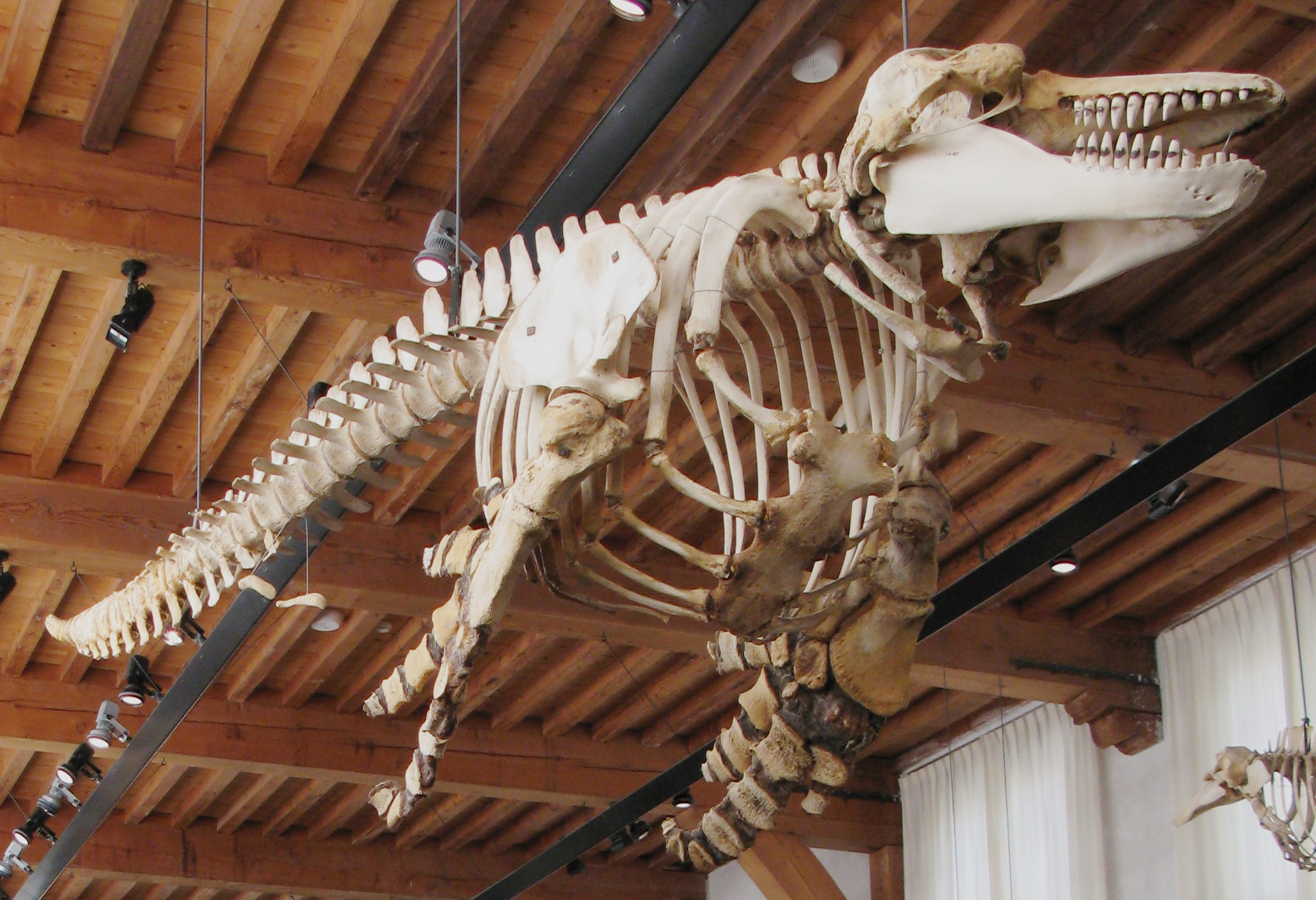
Squelette d'une orque moderne au Naturalis de Leyde.

Le genre Orcinus appartient à la sous-famille des Orcininae (Orcininés), dans la famille des Delphinidae.
Orcinus orca est la seule espèce existante du genre Orcinus, et a été décrit pour la première fois par Carl von Linné en 1758, dans son Systema Naturae. Konrad Gessner décrit la première fois l'animal dans un livre de pêche de 1558, se basant sur un spécimen échoué dans la baie de Greifswald. L'orque est apparue il y a environ onze millions d'années.
Des études du Cytochrome b ont montré que le genre le plus proche d'Orcinus (du point de vue génétique) est l’Orcaella, comprenant le dauphin de l'Irrawaddy et le dauphin à aileron retroussé d'Australie.

## Répartition et habitat

Répartition de l'orque.

Les orques vivent dans tous les océans et la plupart des mers (on dit même qu'après l'humain, c'est le mammifère vivant dans le plus d'endroits différents du monde) ; cependant, depuis quelques années, on ne les retrouve quasiment plus que dans les océans Arctique et Austral. À cause de leur grande portée, leur nombre et leur densité, les estimations de distribution sont difficiles à comparer, mais elles aiment nettement mieux les latitudes plus élevées et les zones côtières que les milieux pélagiques.
Des enquêtes systématiques indiquent les plus fortes densités d'orques (plus de 0,4 individu pour 100 km2) dans le nord-est de l'Atlantique sur la côte norvégienne, dans le nord du Pacifique le long des îles Aléoutiennes, dans le golfe de l'Alaska et dans l'océan Austral hors de la côte de l'Antarctique. Elles sont considérées comme « communs » (0,20-0,40 individu pour 100 km2) dans le Pacifique Est, le long des côtes de la Colombie-Britannique, de Washington et de l'Oregon, dans l'océan Atlantique Nord autour de l'Islande et les îles Féroé. Des densités élevées ont également été signalées, sans être quantifiées, dans le nord-ouest du Pacifique, autour de la mer du Japon, dans des zones très limitées de la péninsule de Shiretoko, de la préfecture de Kushiro (des groupes transitoires et résidents ont colonisé ces domaines après 2000), de la mer d'Okhotsk, des îles Kouriles, du Kamtchatka et des îles du Commandeur ; dans l'hémisphère sud au large des côtes de l'Australie-Méridionale, la Patagonie, au large de la côte sud du Brésil et de la pointe sud de l'Afrique. De manière saisonnière, elles sont présentées comme communes dans l'Arctique canadien, y compris la baie de Baffin, entre le Groenland et du Nunavut, et autour de la Tasmanie et l'île Macquarie. Les populations des zones extra-côtières et des eaux tropicales sont plus rares, mais les observations indiquent que les orques peuvent vivre dans la plupart des températures, avec des observations en Méditerranée, dans la Manche près du cap Gris-Nez, en mer d'Oman, dans le golfe du Mexique et l'océan Indien autour des Seychelles et de Mayotte. Une population distincte peut exister en Papouasie-Nouvelle-Guinée,.
La plus grande population vit dans l'hémisphère sud, dans les eaux de l'Antarctique, où elles vont jusqu'au bord de la banquise et en explorent les ouvertures, comme les bélugas de l'Arctique. Les épaulards étaient des visiteurs très saisonniers (deux mois d'été) en Arctique où ils ne s'approchaient pas de la banquise. Mais, profitant du réchauffement du grand-nord, ils colonisent plus facilement et plus longtemps des zones du nord Pacifique Arctique, dont la mer des Tchouktches, au nord du détroit de Béring, entre l'Alaska et la Russie (autrefois englacées). Ce phénomène pourrait porter préjudice aux autres mammifères marins de la région . Autrefois uniquement accessibles quelques semaines les plus chaudes (fin juillet-début août) la zone est aujourd'hui fréquentée beaucoup plus longtemps (dès le 1er juin et jusqu'au 16 novembre au milieu des années 2010). Des études antérieures, inspirées de constats faits en baie d'Hudson (Canada) avaient montré que l'arrivée de ce super-prédateur dans ce type d'écosystème pouvait réduire les populations de bélugas, de baleines boréales et de narvals. La mer des Tchouktches abrite aussi des morses, des bélugas, des baleines boréales et à la suite du recul des glaces on y voit parfois aussi l'ours blanc nager.
Les schémas de migration sont mal connus. Chaque été, les mêmes individus apparaissent au large des côtes de la Colombie-Britannique et du Washington. Malgré des décennies de recherche, les scientifiques ignorent où ces animaux vont pour le reste de l'année. Des groupes en migration ont été observés du sud de l'Alaska à la Californie centrale. Les épaulards résidents se déplacent parfois jusqu'à 160 km (100 mi) en un jour, mais peuvent être vus dans une même zone pendant un mois ou plus. Le territoire d'un groupe d'orques résident varie de 1 300 km à 810 km).
Parfois, les orques s'aventurent dans les rivières d'eau douce. Elles ont été observées jusqu'à 160 km dans le fleuve Columbia aux États-Unis. On en trouve également dans le fleuve Fraser au Canada et dans l'Horikawa au Japon. En mai 2022, une orque est observée en France dans la Seine, dont elle remonte le cours jusqu'à hauteur de Rouen. Après l'échec de diverses tentatives pour ramener l'animal très affaibli vers la mer, la décision de l'euthanasier est prise, mais le cétacé meurt avant cette intervention.
Les restrictions budgétaires et les limitations de communication imposées à la NOAA aux États-Unis soulèvent des préoccupations au Canada quant à la protection des épaulards résidents du Sud, une espèce en voie de disparition. Avec seulement 73 individus recensés, ces orques sont menacées par la pollution, la diminution du saumon quinnat et le trafic maritime. La coopération entre la NOAA et Pêches et Océans Canada est essentielle à leur conservation, mais la réduction des échanges scientifiques pourrait compromettre les efforts de protection de cette espèce transfrontalière.

## Étymologie et dénomination

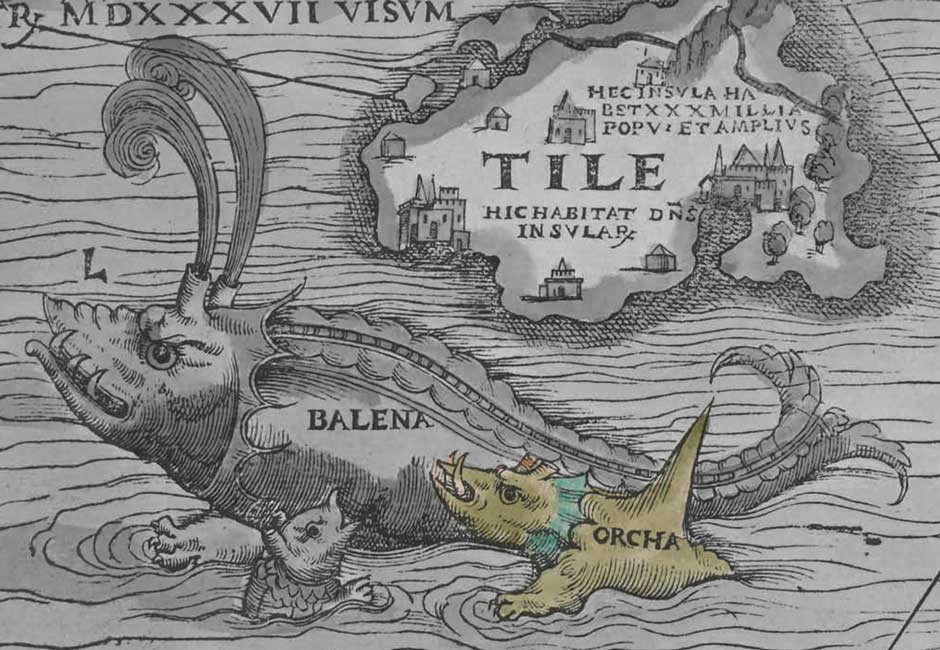
Représentation du XVIe siècle de l'orque reconnaissable avec sa nageoire dorsale sur la Carta Marina.

Le terme d'orque vient du latin orca qui désigne une sorte de cétacé. Dans la première description de Carl von Linné en 1758, elle est nommée « Delphinus orca ». En 1860, Fitzinger emploie le premier terme Orcinus, tandis que Van Beneden et Gervais emploient une autre dénomination : Orca gladiator. Son nom latin subit alors plusieurs révisions successives de la systématique, et l'espèce finit par se retrouver dans le genre Grampus, sous le nom de Grampus rectipinna pour les spécimens munis d'ailerons plus développés.
Aujourd'hui, l'orque (Orcinus orca) est considérée comme la seule espèce actuelle du genre Orcinus.
Le terme d'épaulard vient de l'ancien français espaart, lui-même dérivé de espee en raison de son aileron dorsal en forme d’épée.
Le nom générique Orcinus signifie « qui a trait à la mort » ou bien « appartenant à Orcus ». Le terme italien orco signifie également « ogre ».
Le dictionnaire de l'Académie française, dans sa neuvième édition, précise qu'orque est du genre féminin (« une orque »), tandis qu'épaulard est du genre masculin (« un épaulard »). On lui prête le surnom de « baleine tueuse » par anglicisme en raison de son appellation anglophone killer whale.

## L'orque et l'homme

### Observation de l'orque

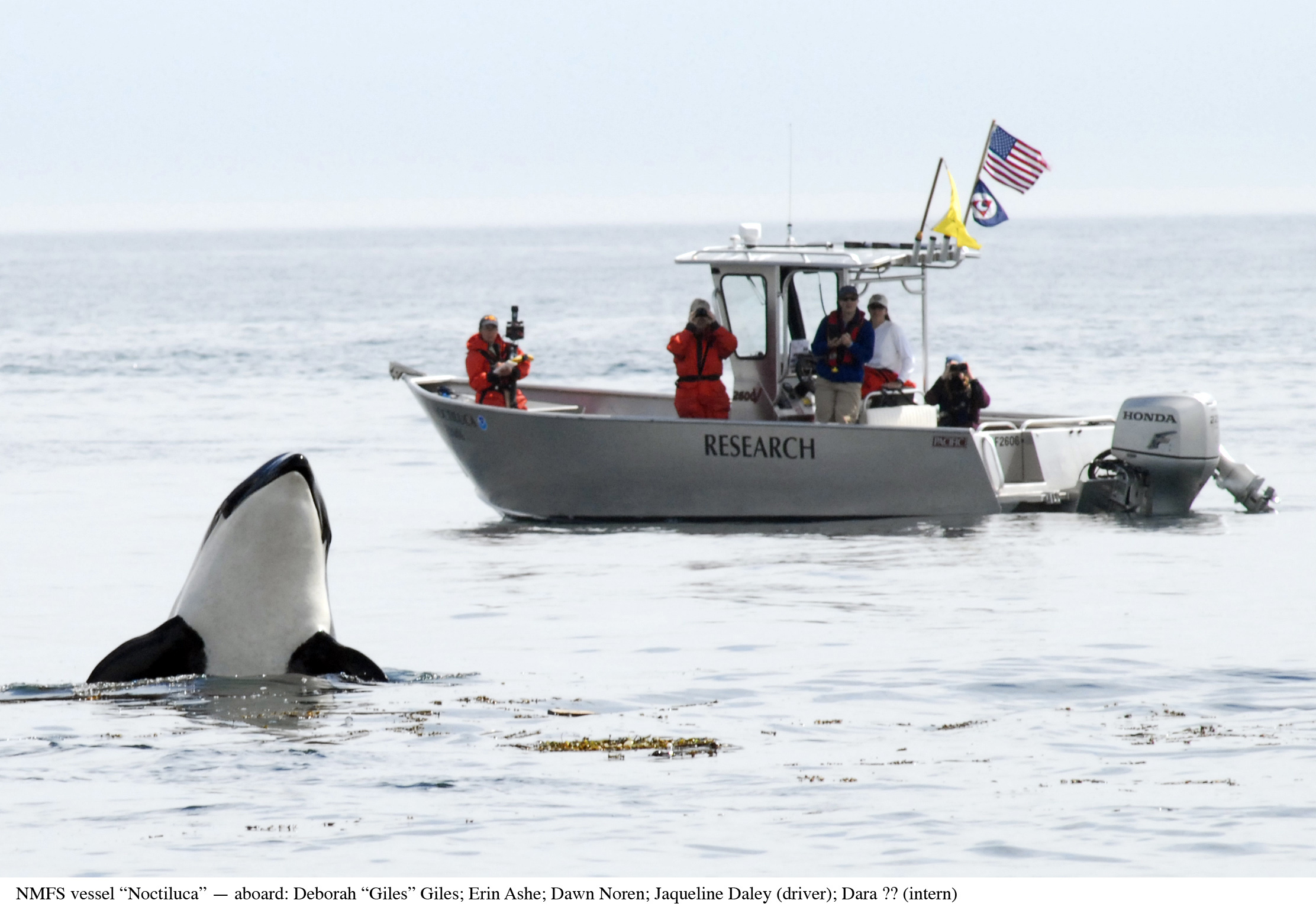
Les orques se laissent facilement approcher par l'Homme.

On peut observer les orques plus particulièrement :
- en Colombie-Britannique, dans les eaux aux environs de l'île de Vancouver (San Juan Island, Victoria, Tofino) ;
- en Nouvelle-Zélande, les orques y vivent en grand nombre ;
- près des plages du Maroc et du détroit de Gibraltar, les orques viennent chasser le thon qu'elles prennent quelquefois dans les filets des pêcheurs. L'une d'elles a été abattue en 2007[63] ;
- en Argentine, près de la péninsule Valdés, de juin à décembre ;
- aux îles Crozet ;
- au Canada, dans la Pedder Bay, y fut observée la toute première orque albinos au monde, le 1er mars 1970. C'était une jeune femelle appelée Chimo (T4) qui fut capturée avec un membre de sa famille : Scarredjaw Cow (T3) sa mère présumée. Elle fut envoyée au Sealand of the Pacific, en compagnie de Knootka et Haida. Chimo mourut le 2 novembre 1972, après deux ans de captivité (elle avait quatre ans lorsqu'elle est morte). Les causes de sa mort sont le syndrome de Chediak Higashi et une pneumonie, qui ont provoqué une septicémie à streptocoques.
- au large de la Russie au Kamtchatka, une orque albinos a été observée le 23 avril 2012 en compagnie d'un groupe de treize orques, les scientifiques l'ont baptisée Iceberg[64].
- une orque albinos a été photographiée dans le détroit de Nemuro, au large de la péninsule de Shiretoko, sur l'île d'Hokkaidō au Japon, le 16 mai 2019, par un groupe de chercheurs japonais[65].

### Contact avec l'homme

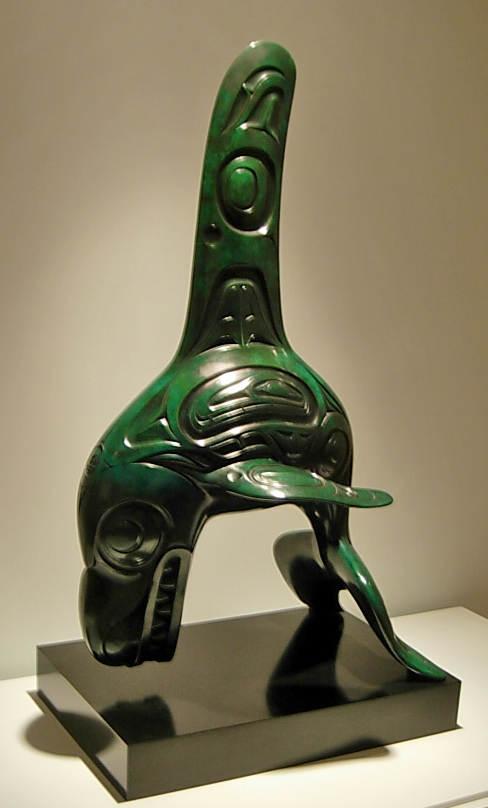
Killer Whale (1986) par l'artiste canadien d'origine haïda Bill Reid.

### L'expérience deRoberto Bubas
Roberto « Beto » Bubas, garde de la réserve de la péninsule de Valdés (Patagonie argentine), passionné par les orques de la région, a établi avec elles une relation en n'hésitant pas à se mettre à l'eau avec elles et à les toucher. Il a ainsi pu les étudier de très près, étudiant leur technique de chasse au loup ou à l'éléphant de mer par échouage, jouant à leur faire rapporter des algues, analysant leur structure sociale de groupe de familles dominées par les femelles, identifiant et nommant les individus… L'expertise reconnue de Roberto Bubas lui vaut d'intervenir dans de nombreux pays pour y contribuer à la connaissance des orques.
Les images de Beto Bubas diffusées à la télévision jouant avec des orques et communiquant avec elles ont eu pour effet inattendu de faire réagir un enfant autiste profond de neuf ans qui a bondi en criant : « Moi, moi! ». Cet événement a librement inspiré le film de Gerardo Olivares Le phare aux orques (2016).

### Accidents
En captivité, elle peut attaquer l'homme, mortellement dans de rares cas.
Ainsi trois dresseurs ont été tués par leurs orques. En 1991, l'orque Tilikum, arrachée à son milieu naturel très jeune, tue une étudiante en biologie, Keltie Byrne au parc de Sealand of the Pacific. En 2009, une orque attire son dresseur Alexis Rodriguez au fond de l'eau et le noie au Loro Parque en Espagne (l'autopsie révélera des blessures). En 2010, Tilikum, qui avait été déplacée au parc de SeaWorld Orlando en Floride, après avoir tué sa dresseuse en 1991, attaque mortellement sa dresseuse Dawn Brancheau durant un spectacle. Tilikum avait en outre été impliquée dans la mort présumée accidentelle (hypothermie) d'un homme qui s'était introduit illégalement et en pleine nuit dans le bassin des orques en 1999. En 2013, le film documentaire américain Blackfish (L'Orque tueuse en français), réalisé par Gabriela Cowperthwaite, revient sur ces trois incidents, dénonçant les effets néfastes de la captivité des orques.
Depuis 2010 en France, les soigneurs n'ont plus le droit de pénétrer dans le bassin d'une orque, tout comme en Floride. À ces accidents mortels, de nombreux accidents graves sont à dénombrer dans les parcs. Ce comportement est souvent apparu lorsque l'orque est fatiguée ou contrariée.
En liberté, elles n'ont pas peur des bateaux et s'en approchent souvent. Quelques attaques d'orque sauvage sur l'Homme ont été recensées :
- dans une expédition en Antarctique au début du XXe siècle, l'expédition Terra Nova, le photographe Herbert Ponting qui se déplaçait sur la banquise s'approcha d'un groupe d'orques et revint à bord du navire après avoir senti les blocs de glace bouger sous la pression de coups de boutoir des cétacés qui voulaient vraisemblablement le faire tomber à l'eau. Mais des scientifiques ont mis en doute la motivation anthropophage des animaux, car l'homme, engoncé dans ses fourrures, aurait pu être pris pour un manchot, tout comme le chien qui l'accompagnait dont l'aboiement pourrait être semblable à un phoque[71],[72]. Ces animaux de la famille des dauphins sont également capables de percevoir le danger qu'il y aurait à attaquer un être humain[73].
- le 9 septembre 1972, un surfer californien, Hans Kretschmer, a témoigné avoir été mordu par une orque à Point Sur. Il a subi 100 points de suture[74],[75]
- en 2011, pendant le tournage du 3e épisode d'un documentaire de la BBC Frozen Planet[76], un groupe d'orques a été filmé en train d'essayer de renverser en formant des vagues le zodiac de l'équipe de tournage. L'équipe avait filmé plus tôt le même groupe d'orques en train de chasser le phoque de la même façon.
- En 2020 la sous-population des Orques du détroit de Gibraltar et du golfe de Cadix a fait preuve d'un nouveau comportement, dit disruptif. Deux orques juvéniles et une orque adulte ont commencé à interagir principalement avec les voiliers. Ces interactions ont été pour 50% d'entre-elles à l'origine de dommages, notamment sur le gouvernail. Un site a été mis à disposition pour partager l'étude de cette population et réaliser de la prévention[77].

### Captivité

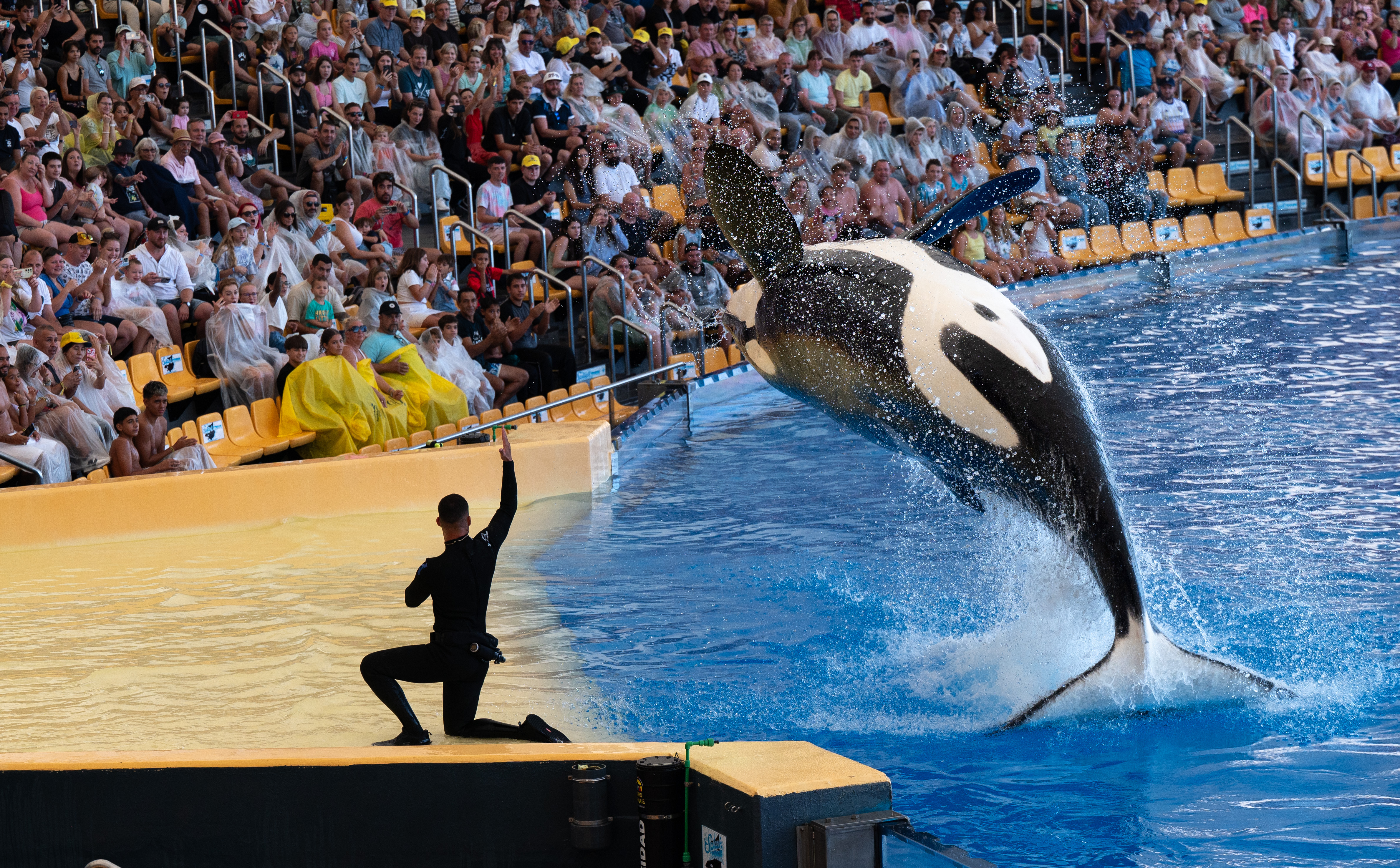
Une orque dressée dans un delphinarium.

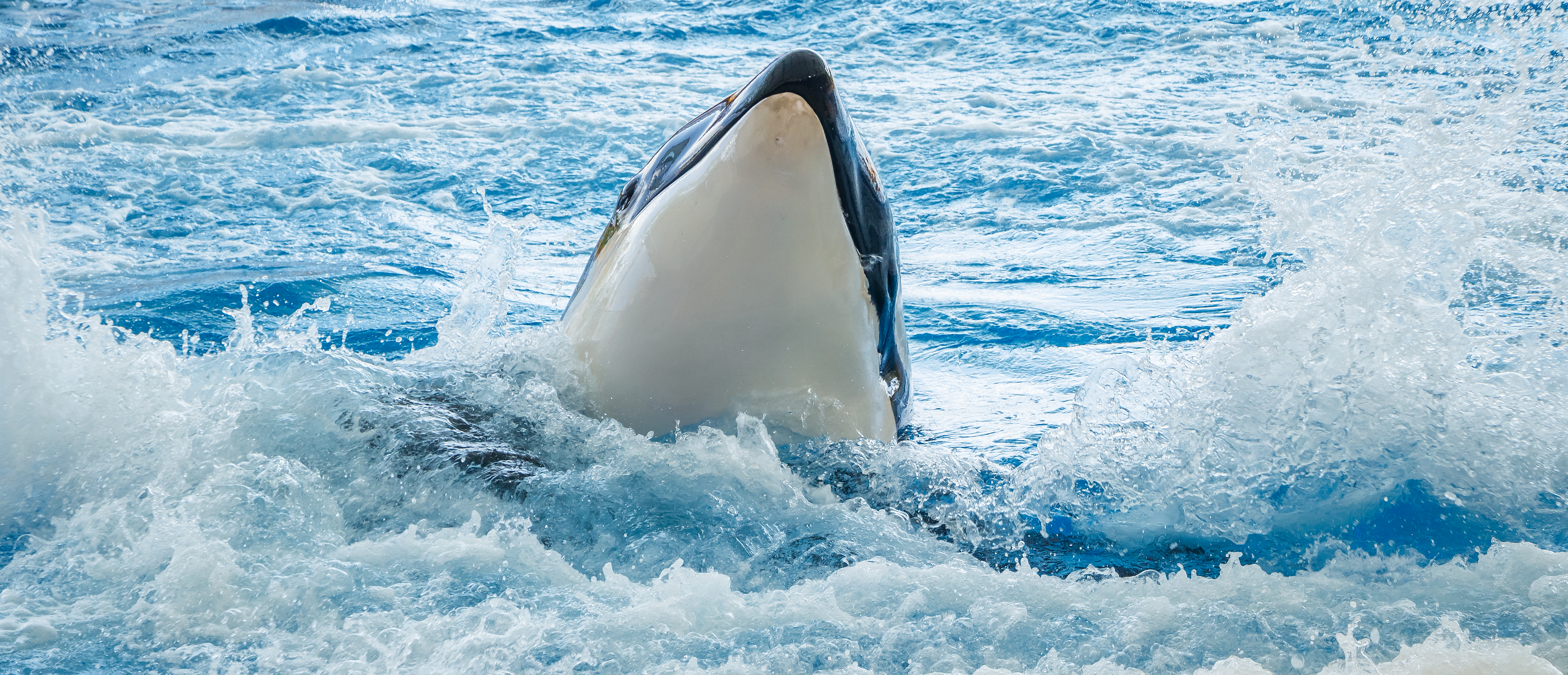
Une orque du parc zoologique Loro Parque à Tenerife.

Les orques appartiennent à la même famille que les dauphins et, tout comme ces derniers, sont relativement aisées à dresser. Leur taille imposante, leur beauté et leurs bonds spectaculaires en font des attractions appréciées par les visiteurs des delphinariums.
Le maintien de ces cétacés de plusieurs tonnes habitués à parcourir de longues distances chaque jour dans des bassins est très vivement critiqué par le public et les biologistes marins. De plus, l'organisation sociale des orques ne leur permet pas de vivre dans une telle promiscuité. Les séquelles subies par cette vie en captivité sont multiples et leur espérance de vie en captivité est réduite par rapport à des individus sauvages. Les séquelles visibles de la détention en captivité des orques sont l'affaissement de leur nageoire dorsale, des comportements anormaux mais aussi la mort de beaucoup d'orques à un âge très jeune lié à des infections ou à d'autres problèmes de santé qui sont plutôt rares dans leur milieu naturel. La captivité a des conséquences également sur leurs interactions avec d'autres orques et leurs morales. Les deux volumes du documentaire Blackfish ont eu à ce sujet un effet retentissant sur les publics.
Dès 2022, les parcs français ne pourront plus détenir d'orques sauvages en captivité après le vote de la loi 2021-1539 du 30 novembre 2021 Le Marineland d'Antibes conservera finalement ses orques jusqu'au 5 janvier 2025, date de sa fermeture, sans qu'on sache encore le devenir de ses deux orques.
En janvier 2023, il existe treize delphinariums qui maintiennent captifs et exploitent des orques à travers le monde :
| Delphinarium                 | Ville                 | Pays       |
| ---------------------------- | --------------------- | ---------- |
| Chimelong Ocean Kingdom      | Hengqin               | Chine      |
| Shanghai Haichang Ocean Park | Shanghai              | Chine      |
| Kamogawa Seaworld            | Kamogawa              | Japon      |
| Aquarium du port de Nagoya   | Nagoya                | Japon      |
| Moskvarium                   | Moscou                | Russie     |
| Loro Parque                  | Puerto de la Cruz     | Espagne    |
| Marineland d'Antibes         | Antibes               | France     |
| Mundo Marino                 | San Clemente del Tuyú | Argentine  |
| Miami Seaquarium             | Virginia Key          | États-Unis |
| SeaWorld San Diego           | San Diego             | États-Unis |
| SeaWorld Orlando             | Orlando (Floride)     | États-Unis |
| SeaWorld San Antonio         | San Antonio           | États-Unis |

### L'orque dans la culture

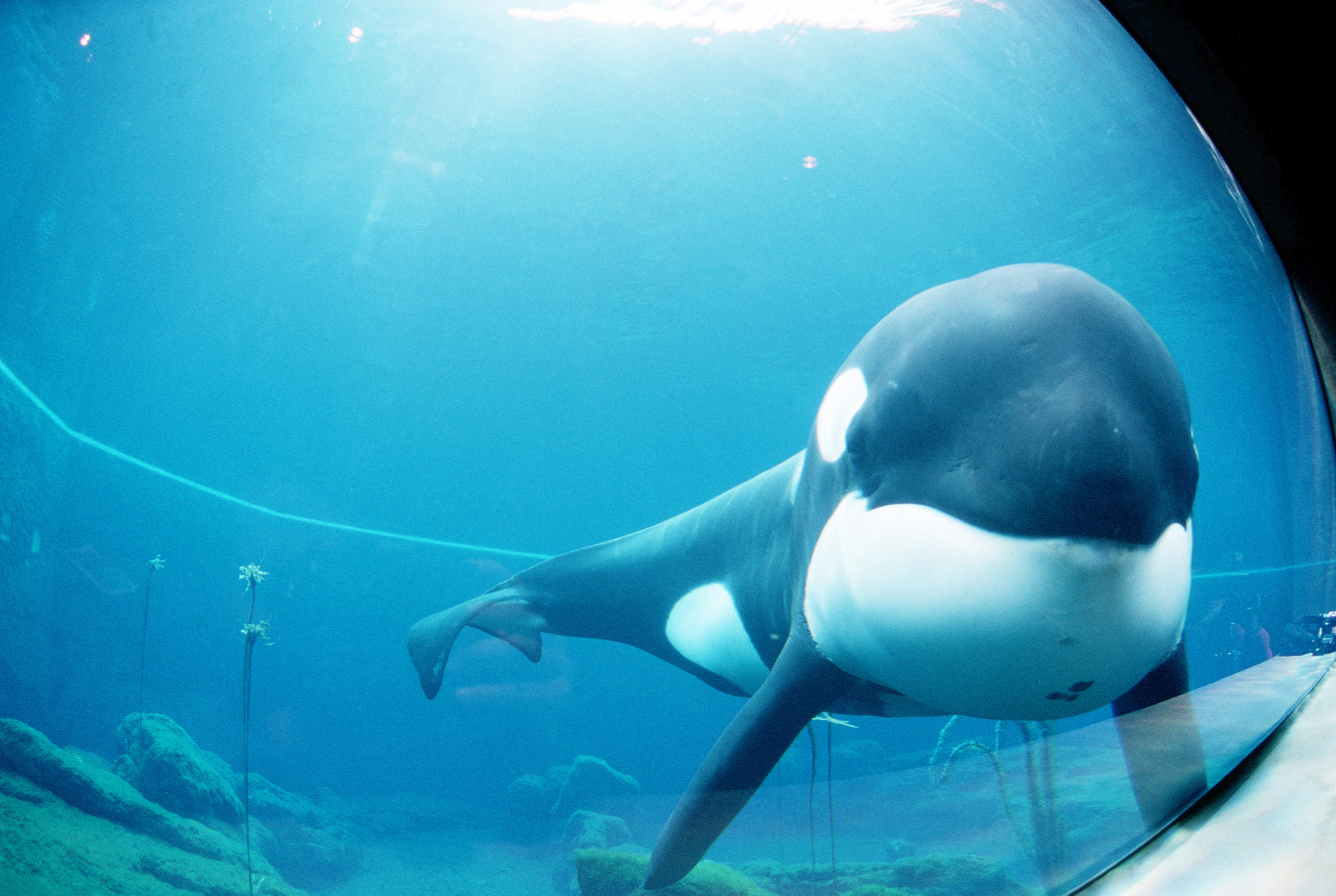
L'orque Keiko de la première partie de la série de films Sauvez Willy.

#### Cinématographie
Une ou plusieurs orques sont des personnages principaux dans les films suivants :
- Namu, l'orque sauvage (1966) ;
- L'Ile sur le toit du monde (1976)
- Orca (1977) ;
- Antarctica (1983)
- La série de films Sauvez Willy :
  - Sauvez Willy (1993),
  - Sauvez Willy 2 : La Nouvelle Aventure (1995),
  - Sauvez Willy 3 : La Poursuite (1997),
  - Sauvez Willy 4 : Le Repaire des pirates (2010) ;
- De rouille et d'os (2012) ;
- Le phare aux orques (2016), sur l'histoire (romancée) de Roberto Bubas.

Ainsi que les documentaires suivants :
- The Whale (2011) ;
- Blackfish (2013) ;
- National Geographic : Le festin des orques ;
- National Geographic : Orques, prédateurs des mers ;
- Le Peuple des Orques.
- Blackfish 2 (2019)

#### Littérature
- Arthur C. Clarke, L'île des dauphins, 1963
- Pierre Boulle, La baleine des Malouines, Paris, 1983
- Christophe Guinet, L'Orque, Belin, 2004[85]
- Jean-Pierre Sylvestre (préf. Sylvain Mahuzier), Dans le sillage des Orques, Kameleo, 2006[86]
- Renée Le Bloas-Julienne (ill. Delphine Vaufrey), L'orque : Terreur des mers, Milan Jeunesse, 2008[87]
- Georges Blond, La grande aventure des baleines
- Rosanne Parry, Véga et les eaux sauvages
- Kenneth Cook, Le Trésor de la baie des orques[88]

#### Philatélie
De nombreux timbres ont été édités avec comme sujet Orcinus orca. En voici quelques exemples :
- Guiné Bissau (1984)[89] ;
- URSS (1990) (image à droite) ;
- Cuba (2004)[90] ;
- Archipel Kiribati dans l'océan Pacifique en Océanie[91].

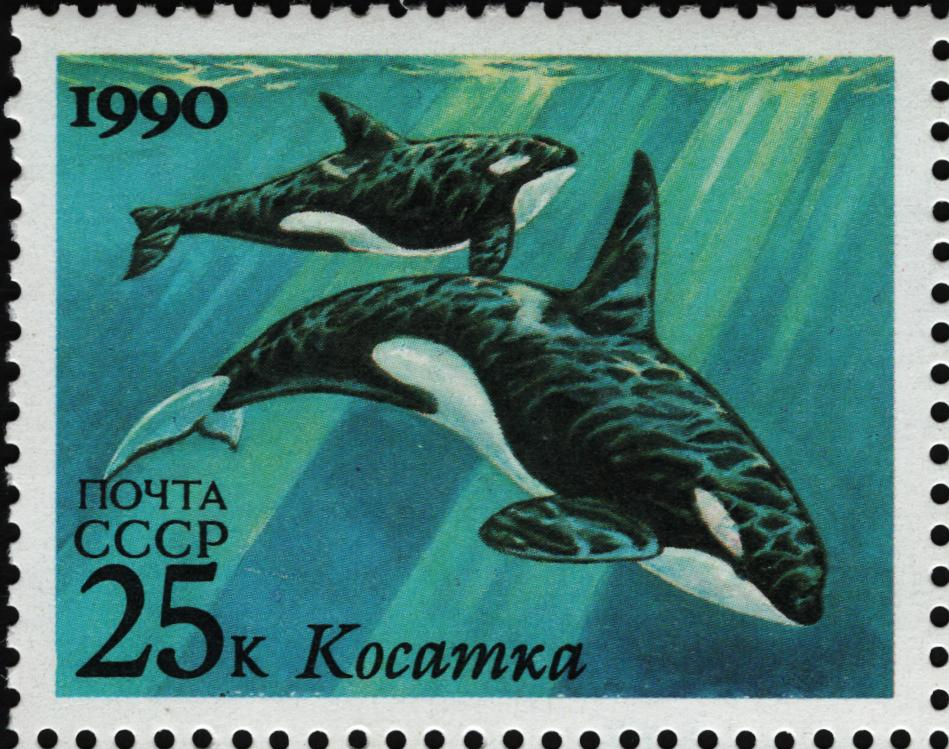
Timbre d'URSS datant de 1990.